# RN-94
Der RN-94 ist die Bezeichnung für einen Radpanzer aus türkischer und rumänischer Produktion aus den 1990er-Jahren.

## Entstehungsgeschichte
Der gepanzerte Radschützenpanzer RN-94 6×6 entstand Mitte der 1990er-Jahre aus einer binationalen Privatinitiative der beiden Unternehmen Nurol Machinery and Industry Company (Türkei) und ROMARM (Rumänien). Der erste Prototyp wurde 1995 fertiggestellt und die türkische Heeresleitung kaufte daraufhin fünf Vorserienfahrzeugen für umfangreiche Fahrzeugevaluationen. Um die Produktionskosten zu senken, wurden bestimmte Baugruppen anderer Fahrzeuge verwendet oder der Dieselmotor oder das Automatikgetriebe zugekauft. Eine Herstellung in Großserie ist bisher noch nicht erfolgt. Bisher wurden lediglich Prototypen verschiedener Varianten gebaut. Darunter fallen Mörserträger sowie Ambulanz- und Gefechtsfeldradarfahrzeuge.
Der einzige dokumentierte Export erfolgte – laut SIPRI – nach Bangladesch. Diese Tranche umfasste neun RN-94 in der Ambulanzversion, die 2005 geliefert wurden.

## Technik und Bewaffnung
Der RN-94 ist vollständig amphibisch. Der Antrieb erfolgt mittels zweier Propeller, die sich auf beiden Seiten an der Rückseite der Wanne befinden. Dadurch kann das Fahrzeug im Wasser eine Geschwindigkeit von 8–10 km/h erreichen. Die Bewaffnung befindet sich im 360° schwenkbaren Turm auf der Wanne. Diverse Waffenstationen unterschiedlicher Hersteller wurden hierbei getestet, so zum Beispiel der Dragar-Turm von GIAT, der in der Türkei bereits in Lizenz produziert wurde. Die Bewaffnung umfasst Rohrwaffen verschiedener Kaliber von 7,62 mm bis 25 mm. Zur Standardausstattung gehören Servolenkung an den Vorderrädern, zentrale Reifendruckregelanlage und Nachtsichtgeräte. Ein ABC-Schutz ist nicht verbaut.